# Calydna arius
Calydna arius är en fjärilsart som beskrevs av Pieter Cramer 1775. Calydna arius ingår i släktet Calydna och familjen Riodinidae. Inga underarter finns listade i Catalogue of Life.